# ويل ويذرسبون
ويل ويذرسبون (بالإنجليزية: Will Witherspoon)‏ هو لاعب كرة قدم أمريكية أمريكي، ولد في 19 أغسطس 1980 في سان أنطونيو في الولايات المتحدة.

## وصلات خارجية
- ويل ويذرسبون على موقع مرجع كرة القدم المحترفة.كوم (الإنجليزية)